# Amphiascoides neglecta
Amphiascoides neglecta är en kräftdjursart som först beskrevs av Norman och T. Scott 1905.  Amphiascoides neglecta ingår i släktet Amphiascoides, och familjen Miraciidae. Arten har ej påträffats i Sverige.